# St Day
St Day (Sen Dey en cornuallès) és una parròquia civil i una vila de Cornualla, Regne Unit. Està situada entre el poble de Chacewater i la ciutat de Redruth. St Day fou un centre important d'una antiga zona minera (que incloïa Poldice, Tolcarne, Todpool, Creegbrawse i Crofthandy) i que va acumular molta riquesa.
Es diu que durant una època fou la milla quadrada més rica del món. La parròquia està situada al bell mig de Cornualla, en una zona patrimoni de la humanitat que inclou St Agnes, Chapel Porth i Porthtowan.